# A Bossa Negra
A Bossa Negra é o segundo álbum de estúdio da cantora e compositora brasileira Elza Soares, lançado em 1960 pela Odeon e com produção musical de Ismael Corrêa.

## Antecedentes
Em 1960, Elza Soares foi contratada pela Odeon, e gravou o álbum Se Acaso Você Chegasse, embalado principalmente pelo sucesso da faixa-título, que já tinha sido lançada em single no ano anterior.

## Gravação
A Bossa Negra foi produzido por Ismael Corrêa, que já tinha trabalhado com a cantora no álbum antecessor.

## Lançamento e legado
A Bossa Negra foi lançado em 1960 pela Odeon em vinil.
Em 2003, o álbum foi relançado pelo selo Dubas pela primeira vez em CD, com áudio remasterizado a partir das fitas originais. Esta edição se diferencia por uma nova foto de capa por Elza Soares ter vetado a fotografia original. Esta edição recebeu uma avaliação retrospectiva favorável da Folha de S.Paulo, que o classificou como "um dos instantes de invenção de samba-jazz e derivados".
Na morte de Elza Soares em 2022, o obituário do jornal britânico The Guardian destacou as canções "Perdão" e "Beija-Me", afirmando que em A Bossa Negra, "ela combinou vocais sensuais, delicados e roucos com o apoio de metais de big band em músicas que de repente mudariam de direção quando ela evoluiu para um canto furioso e rosnado digno de Louis Armstrong".

## Faixas
A seguir lista-se as faixas de A Bossa Negra:
Lado A
1. "Tenha Pena de Mim"
2. "Boato"
3. "Fala Baixinho"
4. "Marambaia"
5. "O Samba Está Com Tudo"
6. "Cadeira Vazia"

Lado B
1. "Perdão"
2. "Beija-Me"
3. "O Bilhete"
4. "O Samba Brasileiro"
5. "As Polegadas Da Mulata"
6. "Eu Quero É Sorongar"